# 伊藤由希子
伊藤 由希子（いとう ゆきこ、1971年10月2日 - ）は、日本のタレント、フリーアナウンサーである。東京都出身で、セント・フォースに所属して活動した。身長は168センチメートルでスリーサイズは85-59-86であった。
プロサッカー選手の河村崇大は配偶者である。

## 略歴
- 1995年にミス東京グランプリ受賞の後、1997年にフリーアナウンサーになる。
- 1998年にテレビ朝日のやじうまワイドでお天気キャスターとして活動する。
- 2003年以降は活動を休止する。

## 出演経歴

### テレビ朝日
| 期間      | 期間      | 番組名         | 役職                 |
| --------- | --------- | -------------- | -------------------- |
| 1998年4月 | 2000年3月 | やじうまワイド | 平日お天気キャスター |
| 1999年4月 | 2002年3月 | トゥナイト2    | パートナー司会       |

### フジテレビ
- めざまし天気（番組末期、木・金曜日メイン司会担当） - 番組終了まで3ヵ月担当

### その他テレビ
- 競艇LIVE（サブキャスター）

### TOKYO-FM
- スバルオフタイムクルーズ（DJ、2000年1月1日 - 2003年3月29日）

## 発売作品
- 『伊藤由希子写真集』（2002年、勁文社、撮影：厚地健太郎）